# Elektrón
Az Elektrón egy szlovák nyelven megjelenő tudományos ismeretterjesztő folyóirat volt az egykori Csehszlovákiában. A Szocialista Ifjúsági Szövetség szlovákiai szervezete kiadványaként alapították 1972-ben Pozsonyban. A Smena lapkiadó vállalat jelentette meg. Főszerkesztője 1989-ig Eduard Drobný volt, őt követte Ladislav Győrffy. Az 1989-es rendszerváltás után összevonták a Zenit folyóirattal, s ezt követően Elektrón + Zenit lapcímmel adták ki.